# Yenidodurga, Bozüyük
Yenidodurga là một xã thuộc huyện Bozüyük, tỉnh Bilecik, Thổ Nhĩ Kỳ. Dân số thời điểm năm 2011 là 67 người.